# 航空航法
航空航法（こうくうこうほう、英語: aerial navigation）は、航空機が目的地まで正しく飛行するために、常に自機の現在位置を測定し、目的地までの距離や方向を測定し、その結果に基づき進行方向を正しく維持して飛行する方法である。

## 概要
航法は航空機の発達とともに地文航法・推測航法・天測航法と発達してきたが、これらだけでは現在のように多くの航空機が安全に運航するには不十分であり、天候その他の影響を受けることなく、より正確に航空機の位置や目的地までの距離を知るため、無線航法や慣性航法が発達してきた。
また、野外飛行という名称でパイロット国家資格の試験課目となっており、パイロットとして備えるべき基本技術といえる。

## 歴史
航空機ができた当初、飛行機の性能が低く、陸上を昼間に飛行することしかできなかった時代には、地文航法を実施していた。また、航空灯台という飛行機に向けて光を出して目印とするものも利用していたただ、こういう手が使えたのは昼間で視界が良く、しかも地表が見えるぐらいの高度を飛んでいたからだ。夜間、悪天候、あるいは雲上飛行では、下を見ても何もわからない。つまり地文航法は使えない。洋上飛行についてはいわずもがなである。
その中で推測航法というものができた。どこから出発したかがわかっていれば、そこを基点として、進んだ方向、速度、経過時間を基にして現在位置を推測する方法。しかし、上空の風により多少の誤差が出たり、球状の地球上空を飛ぶために複雑な計算が必要になった。そこで、船で利用している天測を使うようになった。六分儀を使って、特定の星の位置を測る。いつ、どの場所からどの星がどの辺に見えるかというデータは事前に用意できるから、それに基づいて作成した表と、自分が測定した星の位置に関するデータを照合する。しかし、曇天等では観測ができない。
こうした中で第二次世界大戦中夜間爆撃を行う爆撃機のために、航法支援手段が必要になり、電波による航法支援手段が開発された。これは自国内の異なる2カ所から、爆撃目標となる町の上空に向けて電波を出す。それぞれ電波に変調を行い、例えば異なる種類の音を載せておく。すると、片方の電波の音調しか聞こえない場合と、両方の電波の音調が聞こえる場面ができるので、それによって爆撃目標の上空にいるかどうかを判断するという方法である。これは戦後に民間でも広く使われるようになった、LORAN(Long Range Navigation)をはじめとする双曲線航法も、ルーツは第2次世界大戦中の航法支援手段にあるといってよい。航空機だけでなく、船舶にとっても利用価値があるので、今日までに開発された様々な電波航法が普及するまでは多用されていた。今日でもこれらの方法は最終的な手段として残されている。

## 種類

### 地文航法
パイロットが地上の海岸線や鉄道線路などを見ながら飛行する方法で、天候が悪いときや海上や陸上で固定した目標がないときは使用できない。
もっとも初歩的な航法であり、この航法を完全に行うためにはこの目的のために作られた航空用地図が必要となる。

### 推測航法
すでに分かっている地点からの方位と距離を計算し、これに風向・風速を考慮して正しいコースへの機首をどれだけ変えればよいか、どれだけ飛べば目的地に到達するかを推測して飛ぶ方法。
原理的には、航空機と気流(風)との相対運動の方向(機首方向・風向き)と大きさ(機速・風速)を知ることによって位置を求めるもので、すべての航法の原理となっている 。

### 天測航法
六分儀(セクスタント)を使用して太陽・月・恒星・惑星などあらかじめ位置の知られている天体を観測し、得られた高度と天体方位、観測時間を天測計算表にあてはめて現在位置を知る方法。
以前は天測航法を専門に行うため航空士が乗務していたが、最近はドップラー・レーダーやINSによる自蔵航法が発達してきたのでほとんどなくなっている 。

### 無線航法
地上の無線施設からの電波を利用して自機の現在位置を知る方法の総称。NDB、VOR、DME、TACAN、LORANなどの地上航行援助施設を用いてこれらの電波標識からの距離や方位を知る方法。

#### 無指向性無線標識
無指向性無線標識(NDB)から発信されている特定の周波数の電波を機上の自動方向探知機（ADF）で受信することにより、電波の到来方向つまりNDBの方位を知ることができる。
ADFの指針をその局に対して一定に保っていけばその局に到達(ホーミング)することができることから、NDBをホーマービーコン(homer beacon)ともいう。また二つの発信局の方位が分かれば現在位置も分かる。
NDBの発信する電波は国際的に決められており、1,020Hzの連続音とその局の符号とを組み合わせたものとなっている 。機上に設けられたADFは電波の到来方向を示し、パイロットに機首方位を自動的に知らせる。これには電波の到来方向が最小受信点になるというループ・アンテナの特性が利用されている。

#### 超短波全方向式無線標識
超短波全方向式無線標識(VOR)から発信される磁北を指す電波と磁北から時計方向に回転する指向性のある電波の二つを受信して、磁北を示す電波を受けた瞬間から指向性の電波を発信する瞬間までの時間差を測定して、発信局の位置を知ることができる。
実際の航空機上では、RMI(radio magnetic indicator)またはHSI(horizontal situation indicator)にビーコン局の方位とその局に近づくか遠ざかるか、あるいはコースのずれを総合的に示すようになっている 。

#### 距離測定装置
地上側のトランスポンダ(transponder)と航空機側のインタロゲータ(interrogator)とが一対で作動して相互の距離を知る測定装置(distance measuring equipment)。航空機から特定の地上局に定められたパルスの質問信号電波(インタロゲータ)を発射すると、地上局は受信と同時に異なった周波数のパルスの応答信号電波(トランスポンダ)を送り返す。機上ではこの二つの電波の時間差を測定して距離を求める。
通常はVORと併設され、方位と距離を求められるようになっている。

#### タカン（TACAN）
もともと航空母艦への帰投のために開発されたもので、原理的にはVOR／DMEなどと同じく距離と方位が測定できる戦術航法方式（tactical air navigation）。

#### ロラン（LORAN）
2定点からの距離の差が一定な点の軌跡はその2定点を焦点とする双曲線になるという原理を利用して、現在位置を検出するための長距離航行用援助施設である。
200～400nm離れた2カ所のロラン局からのパルス電波を受信しその到達時間差を測定すると、その時間差が一定となる点は2カ所を焦点とする双曲線上のどこかにあるので、同様の他の組の局からもう一つの双曲線を求めればその交点が飛行機の現在位置となる。実際にはロランチャートを使用して飛行機の位置を求める。
ロラン局には従来から使用されている1,700～2,000kHzのロランA局と、測定精度の向上および有効到達距離を拡大するために改良された90～110kHzのロランC局がある。すでにロランに代わるものとしてオメガ航法が開発された。
旧ソビエト連邦も、ロランに類似した独自の航法システムであるチャイカを開発した。

#### オメガ航法
10kHz～14kHzの超長波(VLF)を使用した双曲線航法。二つの送信局から発射される電波の位相差を測定して位置を決定するもの。
オメガの特徴はVLF(very low frequency)を使用しているので、約1万kmに1局ずつ設置すれば地球上にわずか8局の送信局を設置することによって、航空機は地球上のいかなる地点においても位置決定ができることである。またVLFは海面下約15mまで伝播するので潜水艦は潜水したまま位置を知ることができる。
なおオメガ局はノースダコタ(米)、ハワイ島(米)、ノルウェー、リベリア、対馬(日本)、ラ・レ・ユニオン島（仏領，インド洋）、アルゼンチン、オーストラリアの8局が現在運用中である。
本質的にはロランと同じ双曲線航法であるが、送信局相互間の距離はロランに比べ格段に長いことが特徴である。
類似の航法装置に、旧ソビエト連邦（現：ロシア連邦）が設置したアルファ航法も存在する。

### グリッド航法
北極圏飛行の航法上の問題点を克服するために開発された特殊な航法。
大圏(great circle)がほぼ直線で表されるような特殊な投影法に基づく地図を用い、緯線・経線の代わりに図2-3-3のような格子状のグリッド(格子)を引き、方位も実際の北極とは関係のないグリッド・ノース(grid north)を定める。この地図と一定の方向を保つ性質を持つディレクショナル・ジャイロ（directional gyro）を組み合わせて航行する。

### 自蔵航法装置
ドップラー・レーダーや慣性航法装置のように地上の航行援助施設に依存しないで、機上の航法装置により独力で航法を行う装置の総称。

#### ドップラー航法
移動体の速度に比例して受信周波数が変化するというドップラー効果を利用した航法。
ドップラー・レーダー(Doppler rader)を搭載した航空機から電波を発射すると地表にぶつかり反射して戻ってくるが、この送・受信電波の周波数差(ドップラー周波数：Doppler frequency)は，航空機の速度に比例して変化するので、この差を測定して機上のコンピューターにかけると対地速度が連続的に得られる。また，飛行距離は対地速度を積分することで求められる。
一方、偏流角は航空機から発射する左右の電波の受信周波数の差が偏流角に比例することを利用してコンピューターで計算して求める。こうして得られた対地速度・偏流角は計器で指示され、機首方向、コースからの偏位(deviation)、残存予定飛行距離はコントロールパネルに指示される 。

#### 慣性航法
物体が移動するときは常に加速度が加わっているが、この加速度を積分すれば速度が求められ、さらにもう一度積分すると移動した距離が出るという加速度(慣性)を利用した慣性航法装置(INS：inertial navigation system)による航法。
航空機に重力の方向に対し常に平衡状態を保つジャイロを使った水平安定板(プラットホーム)を設け、ここに高感度の加速度計を置き加速度を検出し、内蔵したコンピューターで前述の計算を自動かつ連続的に行い、速度・位置・進行方向などを求めて航行するもの。
また、自動操縦装置に結びつけ、飛行前にあらかじめ目的地までのフライト・プランをコンピューターに入れておけば地上の航法援助なくして自動的に所定の飛行コースにのって目的地に向け飛行できる。

### 広域航法
交通量の増加に備えて開発された新しい航法システム。
1. 地上航行援助施設からの信号の有効空域内、あるいは自蔵航法装置の機能範囲内で、任意の希望するコースを設定することができる。
2. 常に航空機の現在位置が直読式に得られる。この航法を採用することにより、空域内に任意の航路を設定できるので、その空域の許容交通量を増大させることが可能となる。

システムとしては，次のような方法がある。
1. VORおよびDME(距離測定装置)と機上のコンピューターにより希望コース、現在位置を算出するもの。
2. INS(慣性航法装置)により希望コース、現在位置を得るもの。
3. INSをVOR・DMEの組み合わせ、2組のDMEあるいはGPSによって修正して、正確な希望コース・現在位置を得るもの。

エリア・ナビゲーションの希望コースは、ウェイポイント(waypoint)と呼ばれる地図上の特定な点を結ぶことによって定められる。ウェイポイントは座標によって表され、座標系の中で任意の位置に定めることができる。座標系のとり方は、通常VOR・DME局からの距離と磁方位による座標、あるいは緯度・経度による座標が用いられている。
さらに、ウェイポイントに高度の要素を加え、希望コースを三次元空間内のコースとして設定することができる(これを三次元のエリア・ナビゲーションという)。PMS(performance management system)またはFMS(flight management system)を装備した航空機ではこの三次元のエリア・ナビゲーションが可能である。また、三次元のウェイポイントに時間の要素を加え、各ウェイポイントの通過時刻を指定したコースを設定することもできる(これを四次元のエリア・ナビゲーションという)。また、ウェイポイント間を結ぶコースだけでなく、そのコースから右または左に平行移動したコースを定めることも可能である。
このシステムの主な構成要素は、航法用計算機・制御表示装置・飛行データ記憶装置である。航法用計算機は、航法上必要なデータを計算してコントロールパネルに表示させるほか、希望コースを飛行するため自動操縦装置へ操舵信号を送る機能を持つ。

### GPS
全世界を有効範囲とする衛星を利用した精密衛星航法システムであり、アメリカ国防総省が中心となり開発された。
基本概念は地球を周回する24個の衛星から4個以上の衛星を選択し、信号を受信することによりおのおのの衛星から距離を知ることができ、三次元の位置を得ることが可能というものである。
GPSの利用により航空機は離陸から着陸まで単一の航法援助装置で飛行でき、また得られる位置精度と速度精度のよさから航路上の航空機の機数を増加させる計画(FANS(CNS-ATM)計画)が進められている。

### FANS：CNS-ATM
将来予想される航空交通量の増大に対応できるように、現在の地上にある無線施設中心の航空交通管理システムから宇宙空間にある衛星を基本にし、通信(communications)，航法(navigation)，監視(surveillance)の機能を世界的に統合した近代的で能率的な航空交通管理システムへ変更する考え方であり、ICAO(international civil aviation organization：国際民間航空機関)によって推進されている。
通信についてはデータ通信・航法についてはGPS、そして監視についてはGPSと衛星通信を利用した自動従属監視が利用される。

## 航空保安施設
航空保安施設とは、電波・灯光・色彩または形象により航空機の航法を援助するための施設で、航空保安無線施設・航空灯火・昼間障害標識に分類される。

### 航空保安無線施設
航空保安無線施設とは、電波により航空機の航行を援助するための施設。これは航空機の位置を確かめその航法を援助するための無線施設として、無線航法援助施設(ナブエイド；Nav Aid)とも呼ばれている。航空保安無線施設にはNDB・VOR・DME・タカン・ILS等がある 。

#### 無指向性無線標識
航路に設けられた航行用無線局の一種で、ホーマービーコンともいう。1,020Hzで変調された200～1,750KHzの長波または中波帯を使用して、360°全方向に無指向性電波を発射し、航空機の方向探知を可能にするものであり，機上の自動方向探知機(ADF)と組み合わせて利用される。
NDBの有効距離は50～200nm(約90～370km)程度であるが、長波または中波を使用するので、悪天候の場合、空電により影響を受けて有効距離が小さくなったり、誤指示を与えたりする欠点がある。

##### 自動方向探知機
地上から発射されている無指向性の電波を航空機上で受信して、自動的に電波の到来方向を探知する航空機の航法装置。
電波は直進する特性をもっているので、8字形指形性を持ったループアンテナ(モーターで回転する)と、無指向特性を持つセンスアンテナで受信しこれらを合成すると、これにより電波の到来方向でのみ受信出力が最小になり地上局からの方位が指示される。したがって発信局の上空を通過すると、指針は180℃反転するので直上通過を確認することもできる。

#### 超短波全方向式無線標識施設
VHF帯(108～118MHz)の電波を使用し、VOR局を中心に360°すべての方位に飛行コースを与える地上無線標識局。この無線局は、全方位において同一位相を持つ基準位相信号と、方位が時計方向に変わるにつれて位相が遅れる可変位相信号を発射しており、機上でこの二つの信号の位相差を検出して磁北からの方位を知ることができる。
VORの有効到達距離は約100～200nm(約185～370km)であるが、空港用の小出力のVORとしてターミナルVOR(TVOR)がある。TVORでは、空港周辺の建物による反射電波の影響を少なくするため、ドップラー効果を利用したDoppler VORが利用されている。NDBに比べてVORでは、空電妨害の影響が少ないので標識局の主流となっている。

#### 距離測定装置
電波の伝わる速度が一定であることを利用して、航空機と地上無線局との距離を測定するための双方の装置。
航空機から質問パルス電波を発射してからそれを受けた地上無線局からの応答パルス電波を受信するまでの時間を測定することにより、航空機と地上局との距離を算出して計器盤上に表示する。通常DME局は、VOR局に併設されており、主要な航行援助施設。

#### タカン
戦術航法システムの名称どおり、軍用の航法援助施設として開発された。1,000MHz帯のUHFを使用し、方位測定部分(VOR)と距離測定部分(DME)の両者の機能を備えたもの。
方位測定部分はVORの発射電波方式と多少異なるが、原理的には機上で位相差を測定して磁北からの方位を自動的に指示するもので、VORと同様である。距離測定部分はほとんどDMEと同じである。
現在、この距離測定部分のみは民間用としてDMEの代わりに採用されている。このように距離測定にTACAN・方位測定にVORを使用している局をボルタック(VORTAC)という。

#### 無線位置標識
飛行中の航空機が、所定の地点の上空を通過中であることを確認するために地上から上空に発射されている指向性の電波の総称で、帯域マーカー(マーカー)とファンマーカーの2種類がある。
帯域マーカー(Zマーカー)は指向性無線標識(レンジビーコン)に併設され、レンジ局上空であることを知らせるために発射されるものである。現在、日本にはレンジ局が存在しないので帯域マーカーもない。
ファンマーカーは航空路や計器進入の経路上の設けられ、扇形の指向性電波を発射するもの。現在、日本では大出力の航空路用はなく、ILS用の外側マーカー・中央マーカー・内側マーカーがほとんどである。

### 航空灯火
航空機の航行および離着陸を援助するために設置される灯火を航空灯火と呼ぶ。次のように分類されている。

#### 航空灯台
航行中の航空機に、航空路上の点、または特に危険をおよぼすおそれのある区域を示す。次の3種類がある。

##### 航空路灯台
航空路上の1点を示すための灯火で、白と赤の閃光回転灯。

##### 地標航空灯台
地標の特定の1点を示すための灯火で、白の閃光灯によるものとモールス符号によるものとがある。

##### 危険航空灯台
特に危険をおよぼすおそれのある区域を示すための灯火で、赤の閃光灯。

#### 飛行場灯火
航空機の離着陸を援助するために、飛行場またはその周辺地域に設置される。

##### 飛行場灯台
遠くからでも飛行場の位置を視認できるように、見通しのよい場所に設置された白と緑の線が交互に回転する灯台。

##### 進入灯
着陸しようとする航空機に最終進入の経路を示すために、滑走路末端から進入区域内に設置する灯火。滑走路末端までの距離を示すために、150mまたは300mの間隔で延長線に設置される。

##### 進入角指示灯
着陸しようとする航空機に適正な進入角を示す灯火で、接地点付近の滑走路の両側に設置されている。VASISには狭胴機用の2-BAR VASISと広胴機にも兼用できる3-BAR VASISがある。
3-BAR式の場合、狭胴機は手前の2列を使い、広胴機は遠方の2列を使う。灯火は進入方向から見ると下方に赤、上方に白の光を出すようになっており、広胴機では手前の2列(狭胴機は1列)が白，遠方の1列(狭胴機では2列)が赤に見えるように進入すれば適正な進入角ということになる。

##### 精密進入経路指示灯
ICAOで採択された新しい進入角指示灯で、より精密な進入角指示装置として近い将来VASISに代わって設置されるもので、日本でも1987年度から試験的に設置されている。
PAPIは4ユニットから成る横1列の灯火で赤と白の2色の光で示され、通常は滑走路の片側に設置される。VASISは通常約0.25度のピンク層を経て信号が白から赤に変化するのに対し、PAPIは約0.03度から0.07度の非常にシャープな転移層であり、一番内側のユニットは公称進入角より0.5°高く設定され、順次外側に0.33°ずつ低く設定される。この設定によってより精密な進入角指示が可能となる。外側二つが白、内側二つが赤に見えれば適正な進入角となる。

##### 滑走路灯
滑走路を示すため、滑走路の両側に100m(計器着陸用では60m)以下の間隔で設置される白色灯火。光度は滑走路の等級により高光度・中光度・低光度に分かれており、高光度灯は管制塔で光度を制御できる。

##### 滑走路末端灯
離陸または着陸しようとする航空機に滑走路の末端を示すための灯火で、着陸しようとする航空機から見て、滑走路手前の末端は緑、先方の末端は赤の灯火。

##### 滑走路中心線灯
滑走路の中心を示すため滑走路の中心線上に、約15mまたは30mのほぼ等間隔で着陸しようとする航空機から見て、滑走路先方の末端から300mの範囲では赤、同末端から300mを超え900m(長さが1,800m未満の滑走路ではその長さの2分の1)までの範囲では交互に赤と白、それ以外では白の灯火。

##### 滑走路距離灯
離着陸する航空機に使用できる滑走路がどのくらい残っているかを数字で示す灯火。滑走路先方の末端から1,000ft(300m)の地点に「1」，2,000ft(600m)の地点に「2」のように1,000ft間隔で設けられている。

##### 接地帯灯
着陸しようとする航空機に接地帯を示すため滑走路の末端から900mまでの間の白の灯火。

##### オーバーラン帯灯
離着陸する航空機にオーバーラン・エリアを示す灯火で、オーバーラン・エリアの両側および末端に赤の灯火を設置し滑走路と区別できるようになっている。

##### 誘導路灯
誘導路およびエプロンの縁を示すために、誘導路の両側およびエプロンの縁に設置される青色の灯火。なお誘導路の中心を示すものとして緑色の誘導路中心線灯(taxiway　center　line　light)がある。

##### その他
旋回進入する航空機に滑走路の位置を示す旋回灯(circling guidance light)、進入区域内の要点を示す進入灯台(approach light beacon)、航空機や飛行場内の車両に信号を送るための指向信号灯(signalling light)、飛行場内の使用禁止区域灯(unserviceability light)などがある。

#### 航空障害灯
夜間または計器飛行状態における航空機の航行の障害となる建築物などを視認させるための灯火。地表または水面から60m以上の高さの建築物、およびこれ以外でも特に航空機の航行の障害となるような建築物には赤の点滅灯火が設置される。

### 昼間障害標識
昼間において航行する航空機に対し色彩または形象により航行の障害となる物件の存在を認識させるための施設。
昼間において、航空機から視認が困難とされるもののうち地表または水面から高さ60メートル以上のものおよび、航空機の航行の安全を妨げるものに対し，赤・黄色・白の組み合わせによる塗色・旗または表示物で表示をす。